# Bonyhádvarasd
Bonyhádvarasd è un comune dell'Ungheria centro-meridionale di 424 abitanti (dati 2008). È situato nella contea di Tolna.